# Stephen Rerych
Stephen Rerych   (Filadèlfia, 14 de maig de 1946) és un nedador estatunidenc, ja retirat, especialista en estil lliure, que va competir durant la dècada de 1960.
El 1968 va prendre part en els Jocs Olímpics d'Estiu de Ciutat de Mèxic, on disputà tres proves del programa de natació. Guanyà la medalla d'or en els 4x100 metres lliures, formant equip amb Zachary Zorn, Mark Spitz i Kenneth Walsh, i els 4x200 metres lliures, formant equip amb John Nelson, Mark Spitz i Don Schollander. En els 200 metres lliures es classificà per la final, però no la va disptuar.
El 1974 es va llicenciar en medicina per la Universitat de Colúmbia.